# 延长石油集团
延长石油集团是中国四大石油集团之一，总部位于陕西省西安市，是陕西省人民政府国有资产监督管理委会员监管的省属企业。前身可追溯至1905年成立的延长石油官厂，为中国最早的石油生产企业，目前為中国西部地区规模最大的省属企业原油產量超過1200萬噸/年，2009年排名中国企业500强第87位，有轉投資旅館和太陽能相關事業。

## 集团历史

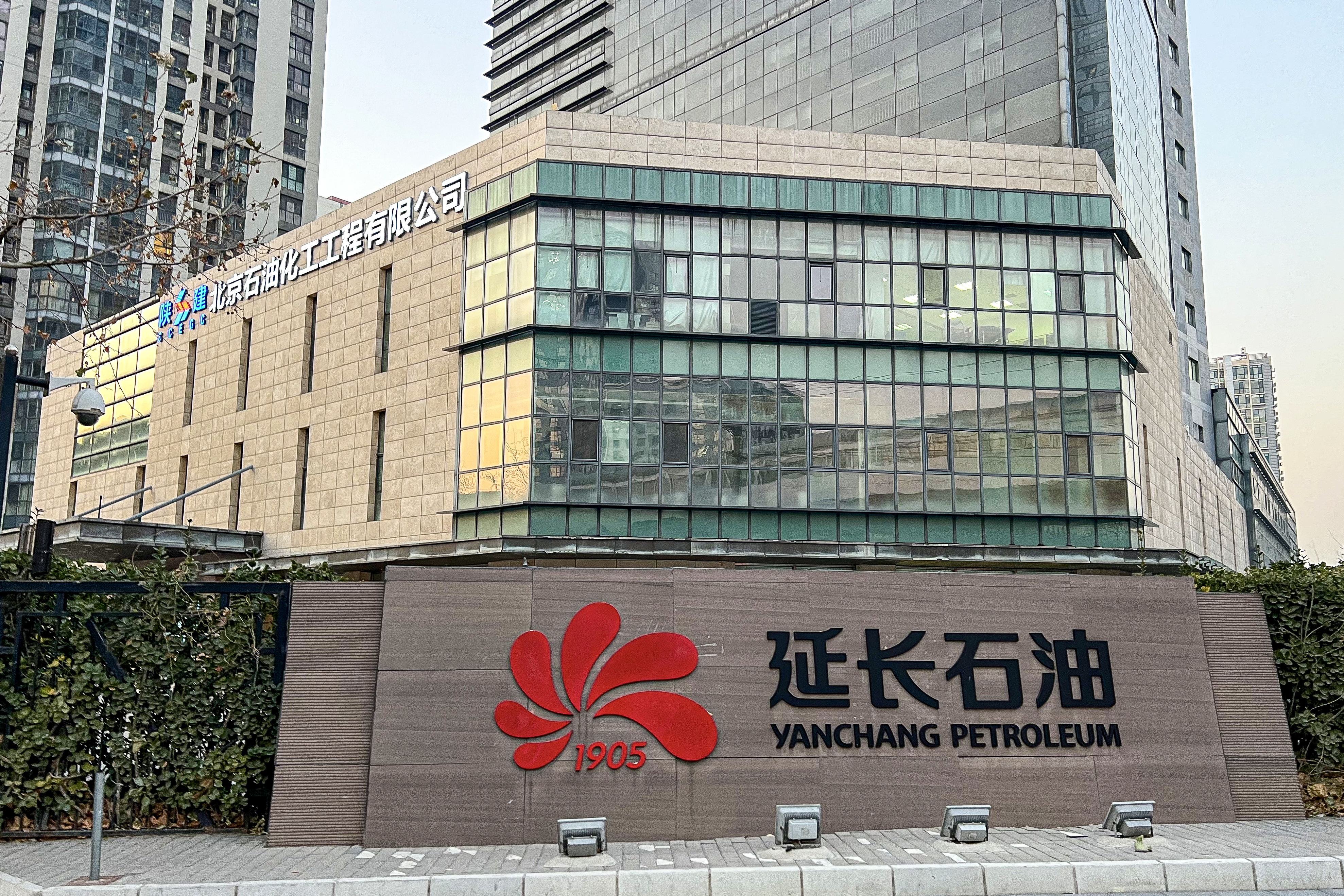
延长石油旗下北京石油化工工程有限公司

1903年北洋水师副提督汉纳根和陕西大荔县人于彦彪计划在延长县开采石油，被清政府阻止。
1905年，清政府外務部批准创办延长石油厂，1907年打成中国陆上第一口油井，并建成中国第一个炼油房，结束了中国大陆不产石油的历史。1935年，中央红军达到陕北后，延长石油生产出大量石油和化工产品，有力地支援了中国抗日战争和第二次国共内战。1980年代建成220吨/年液化石油气配套生产线，並在延长县王家川成立了全国第一个钻采公司，2005年延安炼油厂10万吨/年聚丙烯项目建成投产，结束了延长石油单一燃料型炼油加工的历史。
2010年7月12日，延长石油集团通过增资扩股方式控股北京石油化工设计院，并将设计院更名为北京石油化工工程有限公司。

## 海外资源
延长石油2009开始在马达加斯加寻找自己的油气资源。延长石油2010已经获得了泰国一块天然气田的特许权开发合同。